# Château de Häringe
Le château de Häringe (Häringe slott) est un château dans la commune de Haninge dans le Södermanland en Suède.
Le bâtiment principal actuel a été construit à l'initiative de Gustaf Horn et a été achevé en 1657.
Le château de Häringe a eu plusieurs propriétaires célèbres au fil des ans, notamment Gustave II Adolphe, Fabian Löwen, Torsten Kreuger, Axel Wenner-Gren et Olle Hartwig. Depuis le 1er avril 2017, il appartient à Vesko Mijac, qui y exploite un hôtel et un centre de conférences.
Le château et ses environs sont situés à Landfjärden et dans la réserve naturelle de Häringe-Hammersta (en).

## Galerie

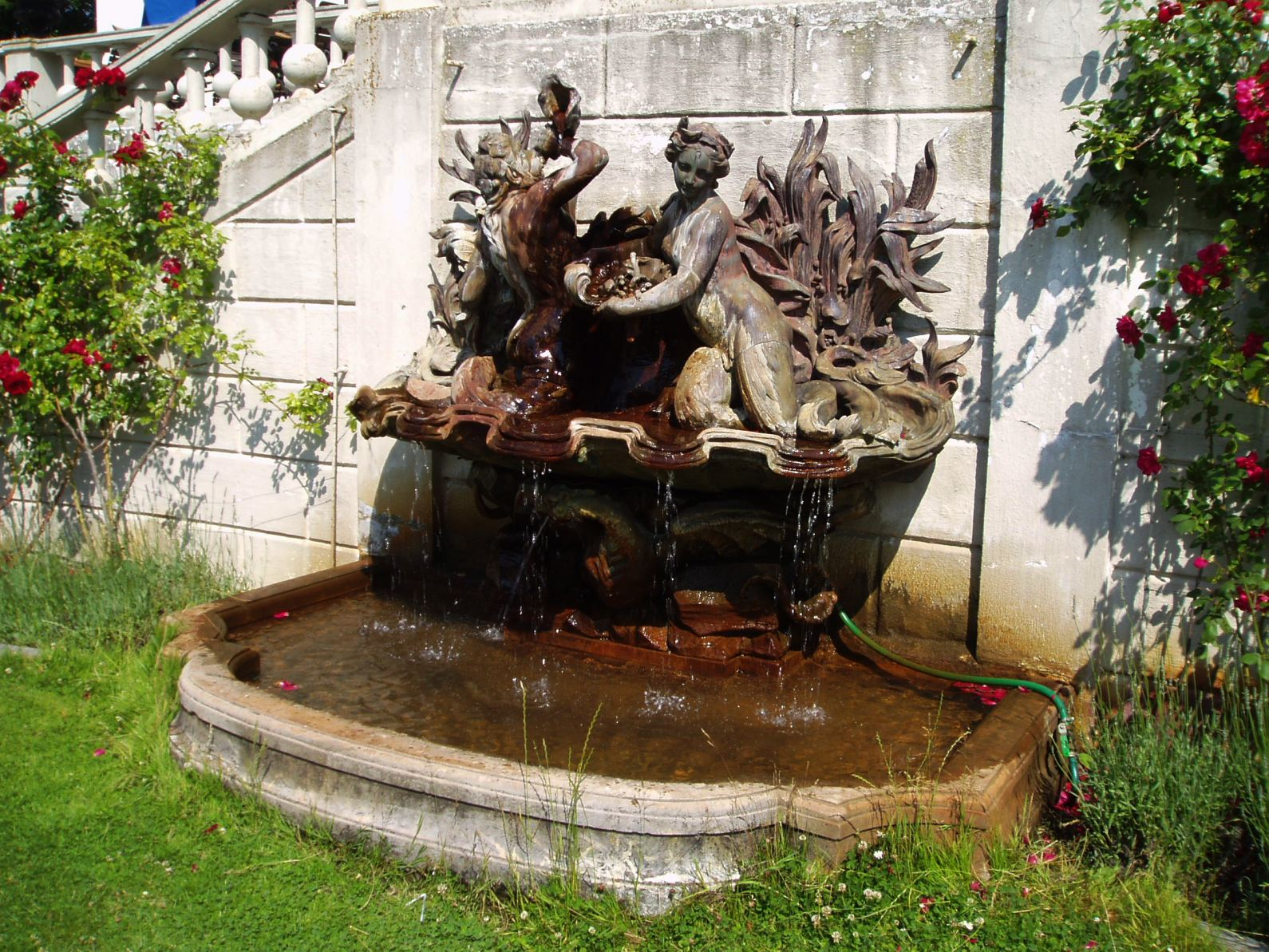
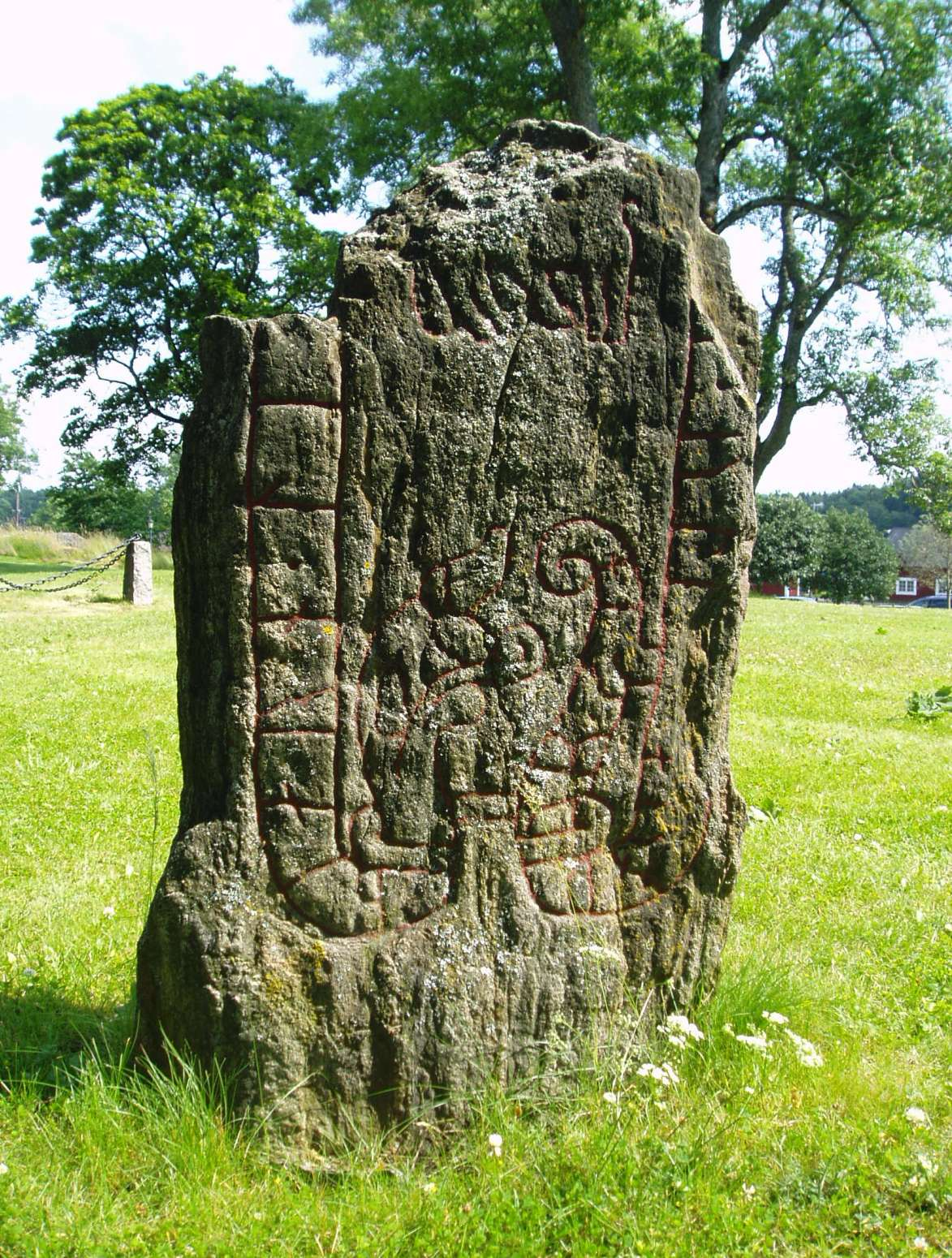
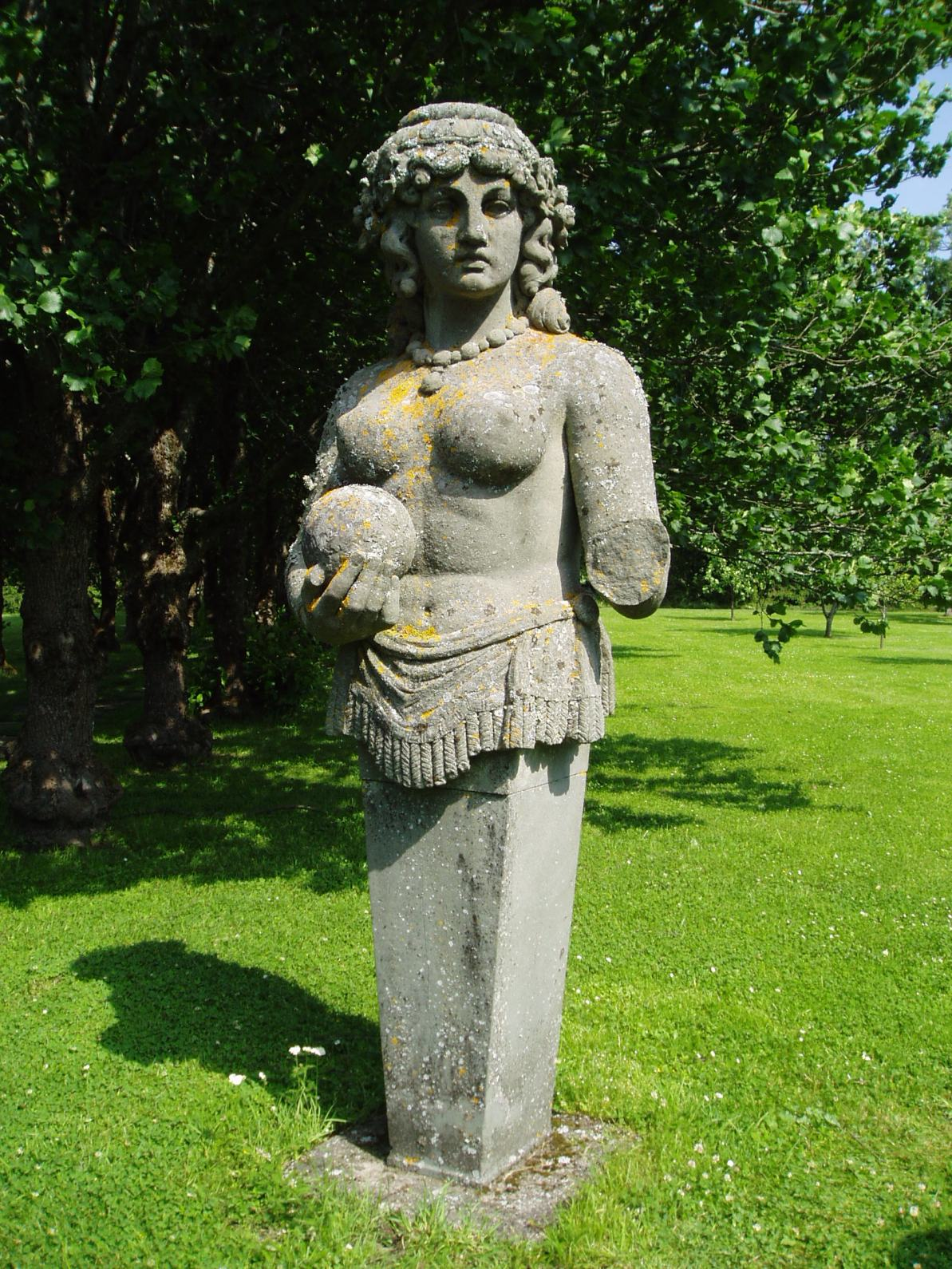
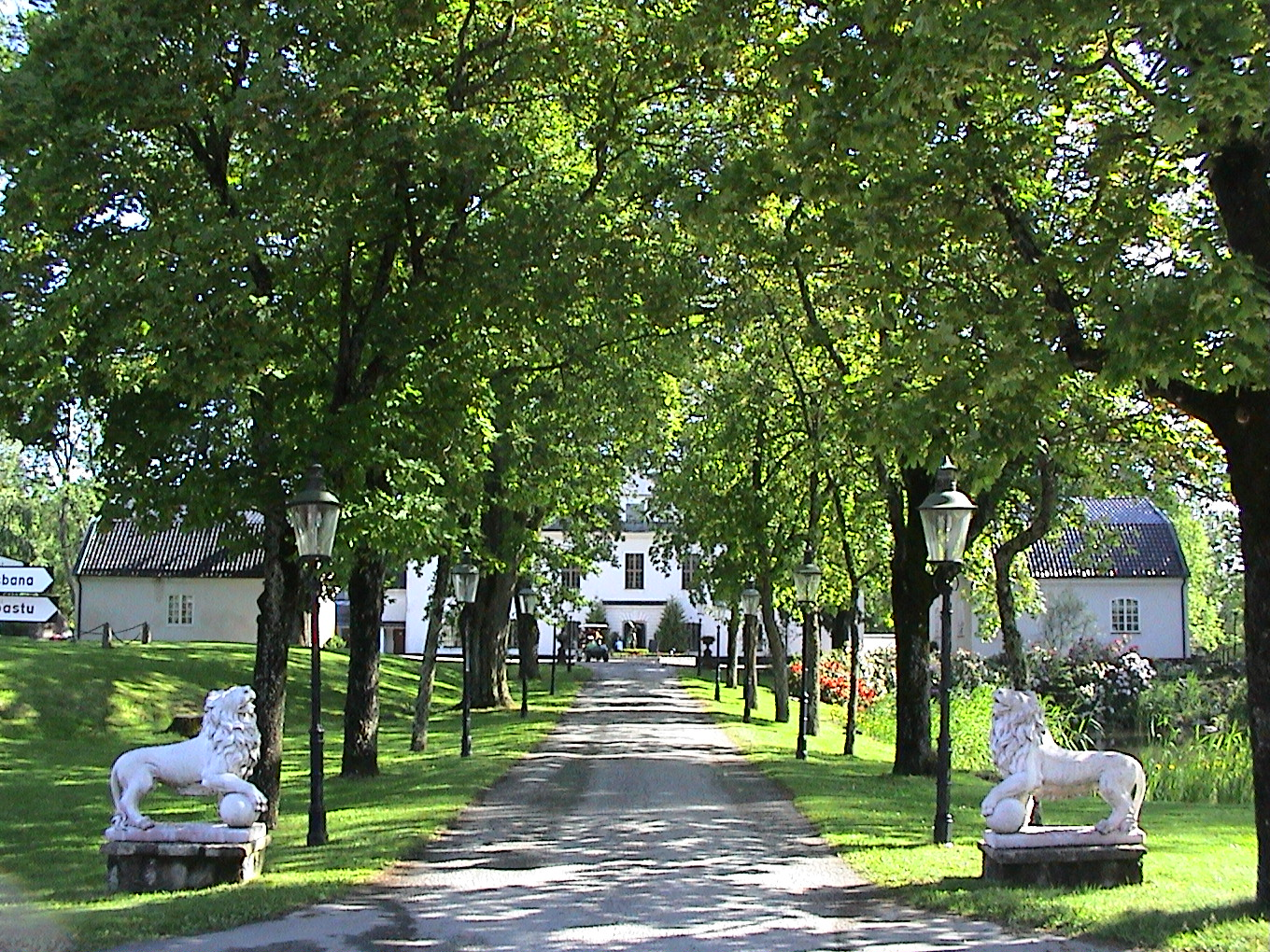